# A Beautiful Lie (песня)
«A Beautiful Lie» — четвёртый сингл группы 30 Seconds to Mars из альбома A Beautiful Lie.

## История релиза
2 мая 2007 года на официальном сайте 30 Seconds to Mars было объявлено о выпуске четвёртого сингла с альбома A Beautiful Lie, но группа предоставила своим поклонникам возможность выбора песни, поскольку сами музыканты не смогли определиться в выборе между «A Beautiful Lie» и «The Fantasy» — обе песни содержали важные для группы идеи, которые они желали бы донести до слушателей.
Сингл не был издан во всех странах мира, тем не менее, он был весьма успешен и занял место #37 в U.S. Modern Rock charts.

## Видеоклип
По информации EMI Japan, первоначально видеоклип «A Beautiful Lie» должен был сниматься на Аляске и Северном полюсе, однако съёмки прошли в Гренландии в августе 2007 года. Джаред Лето объявил, что видеоклип — «экологически чистый», а доходы от продаж пойдут в экологический благотворительный фонд. Видео состоит из сцен с пейзажами Гренландии и с группой, исполняющей песню на вершине айсберга; стилистика клипа напоминает документальное кино, привлекая внимание к проблеме глобального потепления. Также видео содержит скрытые кадры выбросов в окружающую среду, мёртвых животных и кладбища белых крестов. Режиссёром стал Джаред Лето (под псевдонимом персонажа из детской книги — Ангакок Панипак).
28 января видео появилось на MySpace, а позже — на MTV.

## Список композиций
- Standard

1. A Beautiful Lie (Single Shot) — 4:05
2. A Beautiful Lie (Half Caf) — 3:50

- US (CD)

1. A Beautiful Lie (Single Shot) — 4:05

## Чарты
| год  | Чарты                               | #  |
| ---- | ----------------------------------- | -- |
| 2007 | U.S. Billboard Modern Rock Tracks   | 37 |
| 2007 | Virgin Chart                        | 1  |
| 2007 | Canadian Singles Chart              | 27 |
| 2007 | Chilean Singles Chart               | 31 |
| 2007 | New Zealand Singles                 | 16 |
| 2007 | Argentina Singles Chart             | 1  |
| 2008 | Portugal Singles Chart              | 11 |
| 2008 | Alemania Singles Chart              | 12 |
| 2008 | Brasil Singles Chart                | 1  |
| 2008 | Italia Singles Chart                | 16 |
| 2008 | Europe Singles Chart                | 1  |
| 2008 | Germany Singles Chart               | 92 |
| 2008 | U.S. Billboard Hot Videoclip Tracks | 1  |